# خط طول 60° غرب
خط طول 60° غرب هو أحد خطوط الطول الجغرافية، والتي تمتد من القطب الشمالي الجغرافي إلى القطب الجنوبي الجغرافي، وحسب التحويل الزمني يتأخر خط طول 60° غرب عن خط غرينتش بـ4 ساعات و0 دقائق.

## من القطب إلى القطب
ينطلق خط طول 60° غرب من القطب الشمالي نحو القطب الجنوبي مرورا بالمناطق التي ترد في الجدول التالي:
| الإحداثيات                         | البلد أو الإقليم أو البحر | ملاحظات |
| ---------------------------------- | ------------------------- | --- |
| 90°0′N 60°0′W / 90.000°N 60.000°W  | المحيط المتجمد الشمالي    | |
| 83°28′N 60°0′W / 83.467°N 60.000°W | بحر لنكولن                | |
| 81°56′N 60°0′W / 81.933°N 60.000°W | جرينلاند                  | |
| 75°56′N 60°0′W / 75.933°N 60.000°W | خليج بافن                 | |
| 70°0′N 60°0′W / 70.000°N 60.000°W  | مضيق دافيس                | |
| 60°0′N 60°0′W / 60.000°N 60.000°W  | المحيط الأطلسي            | بحر لبرادور |
| 55°24′N 60°0′W / 55.400°N 60.000°W | كندا                      | نيوفاوندلاند واللابرادور — لابرادور كيبك — من 52°0′N 60°0′W / 52.000°N 60.000°W |
| 50°14′N 60°0′W / 50.233°N 60.000°W | خليج سانت لورنس           | مرورا بشرق St. Paul Island، نوفا سكوشا, كندا (في 47°13′N 60°8′W / 47.217°N 60.133°W) |
| 47°14′N 60°0′W / 47.233°N 60.000°W | Cabot Strait              | |
| 46°13′N 60°0′W / 46.217°N 60.000°W | كندا                      | نوفا سكوشا — جزيرة كيب بريتون |
| 45°53′N 60°0′W / 45.883°N 60.000°W | المحيط الأطلسي            | |
| 43°57′N 60°0′W / 43.950°N 60.000°W | كندا                      | نوفا سكوشا — جزيرة سايبل |
| 43°56′N 60°0′W / 43.933°N 60.000°W | المحيط الأطلسي            | |
| 8°22′N 60°0′W / 8.367°N 60.000°W   | فنزويلا                   | |
| 8°6′N 60°0′W / 8.100°N 60.000°W    | غيانا                     | Territory تملكه فنزويلا |
| 5°5′N 60°0′W / 5.083°N 60.000°W    | البرازيل                  | رورايما — لحوالي 18 km |
| 4°55′N 60°0′W / 4.917°N 60.000°W   | غيانا                     | Territory تملكه فنزويلا |
| 4°30′N 60°0′W / 4.500°N 60.000°W   | البرازيل                  | Roraima الأمازون (ولاية) — من 0°14′N 60°0′W / 0.233°N 60.000°W ماتو غروسو — من 8°46′S 60°0′W / 8.767°S 60.000°W روندونيا — من 11°8′S 60°0′W / 11.133°S 60.000°W Mato Grosso — من 11°28′S 60°0′W / 11.467°S 60.000°W Rondônia — من 11°50′S 60°0′W / 11.833°S 60.000°W Mato Grosso — من 12°41′S 60°0′W / 12.683°S 60.000°W |
| 16°16′S 60°0′W / 16.267°S 60.000°W | بوليفيا                   | |
| 19°18′S 60°0′W / 19.300°S 60.000°W | باراغواي                  | |
| 24°2′S 60°0′W / 24.033°S 60.000°W  | الأرجنتين                 | |
| 38°51′S 60°0′W / 38.850°S 60.000°W | المحيط الأطلسي            | |
| 51°18′S 60°0′W / 51.300°S 60.000°W | جزر فوكلاند               | جزر Keppel وجزيرة فوكلاند الغربية — تملكه الأرجنتين |
| 52°0′S 60°0′W / 52.000°S 60.000°W  | المحيط الأطلسي            | |
| 60°0′S 60°0′W / 60.000°S 60.000°W  | المحيط الجنوبي            | |
| 62°27′S 60°0′W / 62.450°S 60.000°W | جزر جنوب شيتلاند          | Greenwich Island وجزيرة ليفينغستون — المطالب الإقليمية بالقارة القطبية الجنوبية by الأرجنتين, تشيلي و المملكة المتحدة |
| 62°40′S 60°0′W / 62.667°S 60.000°W | المحيط الجنوبي            | |
| 63°51′S 60°0′W / 63.850°S 60.000°W | القارة القطبية الجنوبية   | شبه الجزيرة القطبية الجنوبية — المطالب الإقليمية بالقارة القطبية الجنوبية by الأرجنتين, تشيلي و المملكة المتحدة |
| 65°50′S 60°0′W / 65.833°S 60.000°W | المحيط الجنوبي            | بحر ودل |
| 68°5′S 60°0′W / 68.083°S 60.000°W  | القارة القطبية الجنوبية   | Territory المطالب الإقليمية بالقارة القطبية الجنوبية by الأرجنتين, تشيلي و المملكة المتحدة |
| 69°1′S 60°0′W / 69.017°S 60.000°W  | المحيط الجنوبي            | بحر ودل |
| 72°49′S 60°0′W / 72.817°S 60.000°W | القارة القطبية الجنوبية   | Territory المطالب الإقليمية بالقارة القطبية الجنوبية by الأرجنتين, تشيلي و المملكة المتحدة |
| 73°17′S 60°0′W / 73.283°S 60.000°W | المحيط الجنوبي            | بحر ودل |
| 75°19′S 60°0′W / 75.317°S 60.000°W | القارة القطبية الجنوبية   | Territory المطالب الإقليمية بالقارة القطبية الجنوبية by الأرجنتين, تشيلي و المملكة المتحدة |